# Esther Phillips
Ester Phillips, właśc. Esther Mae Jones (ur. 23 grudnia 1935 w Galveston w stanie Teksas, zm. 7 sierpnia 1984 w Carson w stanie Kalifornia) – afroamerykańska śpiewaczka bluesowa, rhythmandbluesowa i jazzowa.

## Życiorys

### Młodość
Ester Phillips przyszła na świat 23 grudnia 1935 roku w Galveston, w stanie Teksas. Kiedy dorastała jej rodzice rozwiedli się dlatego była zmuszona spędzać swój czas między domem ojca w Houston, a domem matki w Watts, jednej z dzielnic Los Angeles. Od najmłodszych lat śpiewała w kościele, dlatego pewnego dnia jej siostra nalegała, aby wystąpiła w lokalnym klubie bluesowym, gdzie organizowany był talent show, który Ester Phillips wygrała. Johnny Otis, który był właścicielem klubu był pod wielkim wrażeniem umiejętności wokalnych Ester do tego stopnia, że zaprosił ją do nagrania w Modern Records, oraz zabrał ją na trasę koncertową, gdzie występowała pod pseudonimem Little Esther Phillips (Mała Esther Phillips). 

### Śmierć
Phillips zmarła w 7 sierpnia 1984 roku w Carson w UCLA Medical Center w wieku 48 lat, z powodu niewydolności wątroby i nerek spowodowanych przez długotrwała zażywanie narkotyków. Esther Phillips została pochowana w Forest Lawn Memorial Park w Los Angeles, a jej pogrzeb został poprowadzony przez Johnny'ego Otisa. Na jej nagrobku widnieje cytat z Biblii: "W domu Ojca mego jest mieszkań wiele" (J, 14:2).

## Dyskografia
- Hollerin' and Screaming (1951)
- Release Me (1963)
- And I Love Him! (1965)
- Esther Phillips Sings (1966)
- The Country Side of Esther (1966)
- Live at Freddie Jett's Pied Piper (1970)
- Burnin' (Live) (1970)
- From a Whisper to a Scream (1972)
- Alone Again (Naturally) (1972)
- Black-Eyed Blues (1974)
- Performance (1975)
- Esther Phillips and Joe Beck (1975)
- What a Diff'rence a Day Makes (1975)
- Capricorn Princess (1976)
- Confessin' the Blues (1976)
- For All We Know (1976)
- You've Come a Long Way, Baby (1977)
- All About Esther (1978)
- Here's Esther, Are You Ready (1979)
- Good Black Is Hard to Crack (1981)
- A Way to Say Goodbye (1996)